# Robin van Persie
Robin van Persie (wym. [ˈrɔbɪn vɐn ˈpɛrsi]; ur. 6 sierpnia 1983 w Rotterdamie) – holenderski piłkarz, który występował na pozycji napastnika.
Rodzice van Persiego są artystami, lecz on – zamiast pójść w ich ślady – rozpoczął grę w młodzieżówce Excelsioru Rotterdam. Później trafił do innego klubu z Rotterdamu – Feyenoordu. Spędził tam trzy sezony i w 2002 roku zdobył Puchar UEFA. Z powodu licznych nieporozumień z trenerem Bertem van Marwijkiem van Persie postanowił zmienić klub i w 2004 roku za kwotę 2,75 miliona funtów został sprzedany do Arsenalu. W swoim pierwszym sezonie w Londynie wygrał Tarczę Wspólnoty i Puchar Anglii. W 2006 roku zdobył nagrodę Rotterdam Sportsman of the year. W czasie pierwszych czterech sezonów van Persiego w Arsenalu trapiły go kontuzje, co zredukowało liczbę jego występów w pierwszym zespole. Latem 2012 roku trafił do Manchesteru United. W lipcu 2015 roku przeszedł do tureckiego Fenerbahçe SK. W styczniu 2018 powrócił do Feyenoordu, a w 2019 zakończył tam karierę.
W latach 2005–2017 reprezentant Holandii. Zagrał na mundialu w 2006 roku i w 2010 roku oraz na Euro 2008 i Euro 2012. Wraz ze swoją reprezentacją zdobył wicemistrzostwo świata w 2010 roku i 3. miejsce na mistrzostwach świata w 2014 roku. Rekordzista pod względem liczby bramek w reprezentacji.

## Młodość
Robin van Persie urodził się w Kralingen, wschodniej części Rotterdamu. Jego matka, José Ras, była malarką, natomiast jego ojciec, Bob, rzeźbiarzem. Ma dwie siostry, Lilly i Kikai. Jego rodzice zachęcali go do zajęcia się sztuką, lecz on wybrał piłkę nożną.

## Kariera klubowa

### Feyenoord
W wieku 14 lat van Persie rozpoczął grę w młodzieżowym zespole Excelsioru, lecz z powodu konfliktu ze sztabem szkoleniowym opuścił klub i przeniósł się do Feyenoordu. Z powodu wielu kontuzji innych graczy szybko awansował do pierwszego zespołu i zadebiutował w nim w wieku 17 lat. Łącznie w swoim pierwszym sezonie rozegrał 15 spotkań. Otrzymał również nagrodę KNVB dla najlepszego zawodnika młodego pokolenia.
Na początku następnego sezonu podpisał profesjonalny, trzyipółletni kontrakt ze swoim klubem, a 6 lutego 2003 w wygranym 6:1 spotkaniu Pucharu Holandii z AGOVV Apeldoorn strzelił 5 goli. Jednakże jego kłótnie z menadżerem Bertem van Marwijkiem spowodowały, iż van Persie został zdegradowany do zespołu rezerw. Zirytowany van Marwijk powiedział dziennikarzom: „Jego zachowanie uniemożliwia mu pozostanie na dłużej w pierwszym zespole i obecnie będzie występował w zespole rezerw”. Podczas spotkania rezerw pomiędzy Feyenoordem a Ajaxem, był jednym z zaatakowanych zawodników przez chuliganów, którzy wtargnęli na boisko.
Niechęć van Persiego do van Marwijk pogłębiła jeszcze decyzja menadżera, który w 2002 roku w przeddzień finału Superpucharu Europy z Realem Madryt odesłał piłkarza do domu rzekomo niezadowolony z postawy van Persiego w ostatnim spotkaniu ligowym. Van Persie zakończył swój pierwszy pełny sezon w pierwszej drużynie z dorobkiem 28 spotkań i 8 goli, z zespołem doszedł również do finału Pucharu Holandii.
W kolejnym sezonie pogorszenie relacji van Persiego z van Marwijkiem doprowadziło do tego, iż rzadko grał w wyjściowym składzie. Ponownie rozegrał 28 spotkań, lecz strzelił o dwie bramki mniej niż wcześniej. Z powodu problemów dyscyplinarnych zawodnika Feyenoord próbował sprzedać van Persiego do innego klubu. Podczas zimowego okienka transferowego, zespół z Rotterdamu rozpoczął negocjacje z Arsenalem Londyn, który szukał następcy wiekowego już Dennisa Bergkampa. Obie strony nie mogły dojść do porozumienia w kwestii warunków finansowych, lecz ostatecznie transakcja doszła do skutku latem i van Persie trafił do Arsenalu za kwotę 2,75 miliona funtów. Wcześniej Feyenoord żądał za napastnika 5 milionów funtów, lecz obniżył swoje oczekiwania.

### Arsenal
17 maja 2004 van Persie podpisał czteroletni kontrakt z Arsenalem. Menadżer Arsène Wenger, który postanowił przesunąć Holendra ze skrzydła do ataku, co już kiedyś uczynił z Thierrym Henrym, powiedział o swoim nowym nabytku: „Potrafi grać na lewej stronie pomocy jako kreatywny gracz wspomagający środkowego napastnika”. Wenger dzięki Holendrowi oraz sprowadzonemu w styczniu Hiszpanowi José Antonio Reyesowi, mógł powiększyć rywalizację o miejsce w pierwszym składzie. Van Persie zadebiutował 8 sierpnia 2004 i od razu zdobył z klubem pierwsze trofeum. Wtedy to Arsenal pokonał 3-1 Manchester United w spotkaniu o Tarczę Wspólnoty.

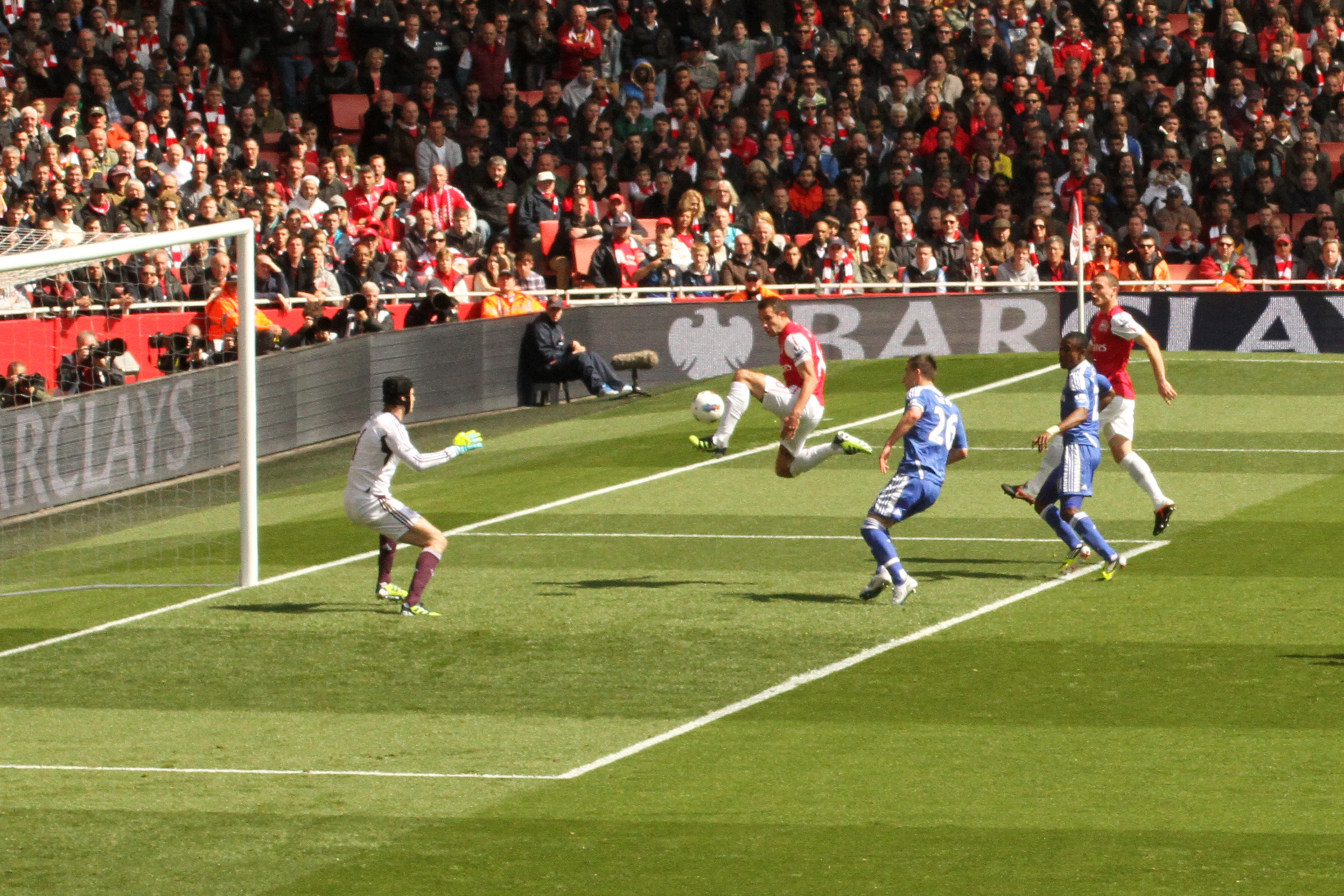
Robin van Persie podczas meczu z Chelsea (2012)

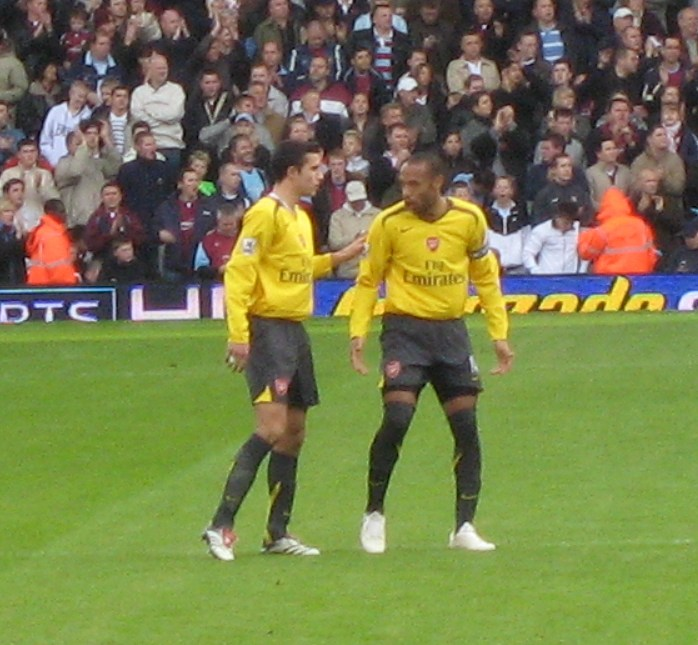
van Persie i Thierry Henry w Arsenalu (2006)

Van Persie większość sezonu 2004/05 spędził na ławce rezerwowych. 27 października zadebiutował w angielskich rozgrywkach w wygranym 2–1 spotkaniu Pucharu Ligi z Manchesterem City i strzelił gola otwierającego wynik. 26 lutego po raz pierwszy wyszedł w wyjściowym składzie w zremisowanym 1–1 spotkaniu z Southampton, jednak został wyrzucony z boiska po tym jak sfaulował lewego obrońcę przeciwników Graemea Le Sauxa, zaś rozwścieczony Wenger publicznie skrytykował postępowanie zawodnika. W konsekwencji van Persie wiele następnych spotkań (począwszy od spotkania Pucharu Anglii z Sheffield United) spędził przesiadując na ławce rezerwowych, i powrócił do składu dopiero po tym, gdy kontuzji łydki doznał Henry. Powrót udał mu się wyśmienicie, gdyż w półfinale Pucharu Anglii Arsenal pokonał Blackburn Rovers, zaś on zdobył dwa gole. Van Persie resztę sezonu spędził na leczeniu kontuzji i zakończył go z bilansem 10 goli w 41 spotkaniach we wszystkich rozgrywkach.
Dzięki dobrej formie strzeleckiej i ośmiu zdobytym golom van Persie otrzymał nagrodę Zawodnika miesiąca listopada 2005, zaś 4 stycznia podpisał nowy, pięcioletni kontrakt wygasający w 2010 roku. Jednak dwa dni po parafowaniu nowej umowy van Persie ponownie doznał urazu, tym razem w spotkaniu Pucharu Anglii przeciwko Cardiff doznał złamania palca u stopy po tym jak nadepnął mu na niego jeden z rywali. Van Persie następne trzy mecze rozegrał z wyciętym otworem w bucie, co miało złagodzić ból. Dopiero 1 lutego w spotkaniu z West Hamem Wenger zdecydował się nie włączać go do kadry. Cały finał Ligi Mistrzów w 2006 roku spędził na ławce rezerwowych, a Arsenal przegrał 2–1 z Barceloną.

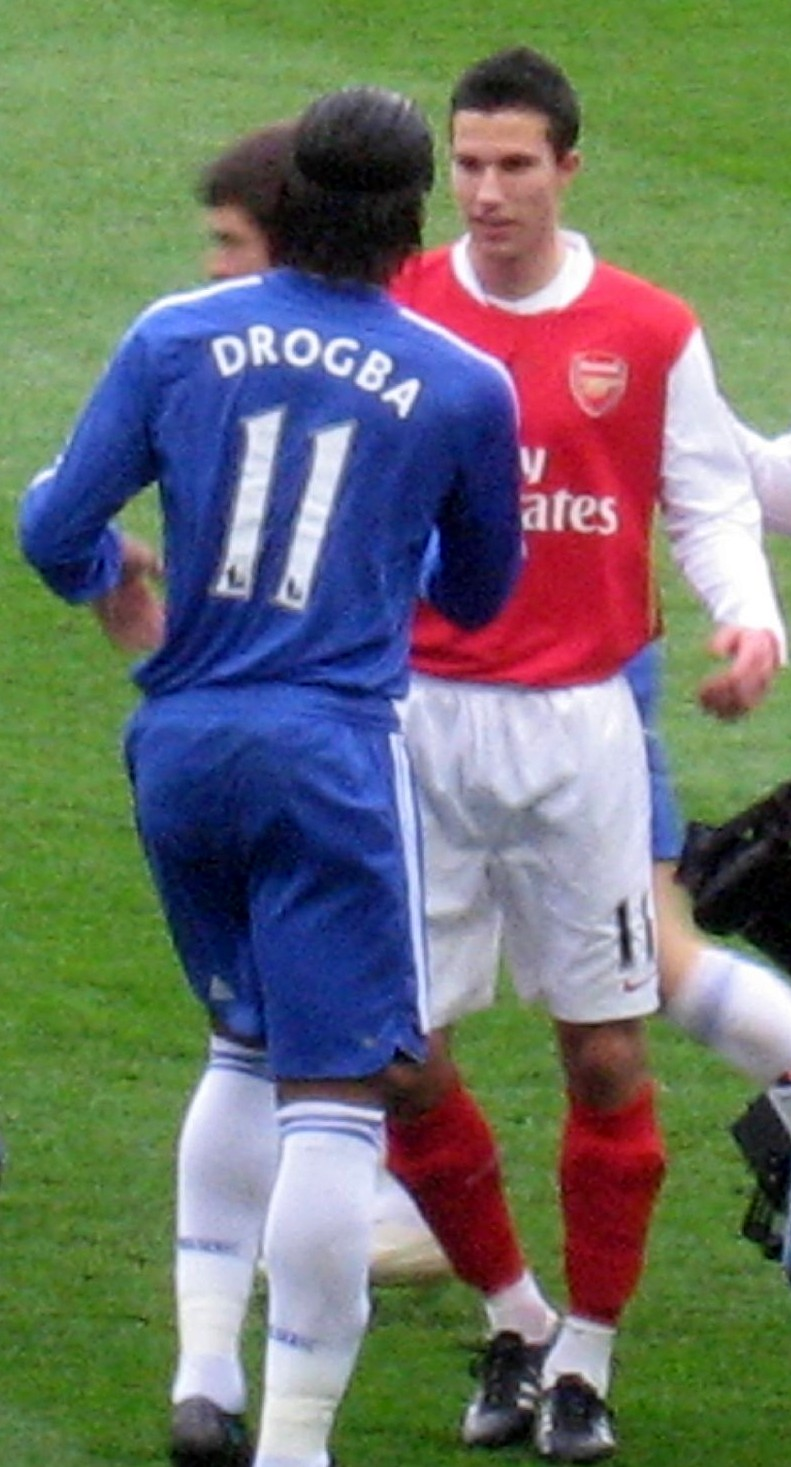
Van Persie i napastnik Chelsea Didier Drogba w 2008 roku

Na początku sezonu 2006/07 w spotkaniu z Charlton Athletic van Persie zdobył gola wolejem, który Wenger określił później „golem życia” natomiast BBC wybrało to trafienie do nagrody Gola Miesiąca września, Sam zawodnik otrzymał natomiast tytuł Rotterdam Sportsman of the Year za grę w roku kalendarzowym 2006. Jednakże Holender po raz drugi w karierze musiał przedwcześnie zakończyć sezon. 21 stycznia w spotkaniu z Manchesterem United podczas celebracji wyrównującego trafienia doznał złamania piątej kości śródstopia w prawej nodze. Mimo to z wynikiem 13 goli został najlepszym strzelcem zespołu.
Przed sezonem 2007/08 po odejściu Henry’ego do Barcelony, van Persie stał się podstawowym napastnikiem Arsenalu. Po zdobyciu siedmiu goli w pierwszych dziesięciu meczach sezonu musiał pauzować dwa miesiące z powodu kontuzji kolana. Powrócił 12 grudnia na spotkanie fazy grupowej Ligi Mistrzów ze Steauą Bukareszt, zaś 4 dni później w spotkaniu Premier League Arsenal pokonał Chelsea. Jednakże urazy opuściły go tylko stycznia, gdy rozegrał 45. minut w spotkaniu Pucharu Ligi z Tottenhamem. Na drugą połowę spotkania już nie wszedł, gdyż zdjęto go z boiska z obawy przed kolejną kontuzją i resztę sezonu występował sporadycznie.
Van Persie swoje pierwsze dwa gole w sezonie 2008/09 zdobył 31 sierpnia w wygranym 3–0 ligowym spotkaniu z Newcastle United. 29 października w zremisowanych 4–4 derbach północnego Londynu z Tottenhamem zdobył swojego pięćdziesiątego gola w Arsenalu, lecz 1 listopada w przegranym 2–1 spotkaniu ze Stoke City po uderzeniu łokciem bramkarza Thomasa Sørensena czerwoną kartkę. Sorensen przyznał później, że van Persie został przez niego sprowokowany. Ostatniego dnia listopada zdobył dwa gole i przyczynił się do zwycięstwa 2–1 nad Chelsea. 21 grudnia 2008 w spotkaniu z Liverpoolem zdobył spektakularnego gola i po raz drugi w karierze jego trafienie otrzymało od BBC tytuł Gola Miesiąca.

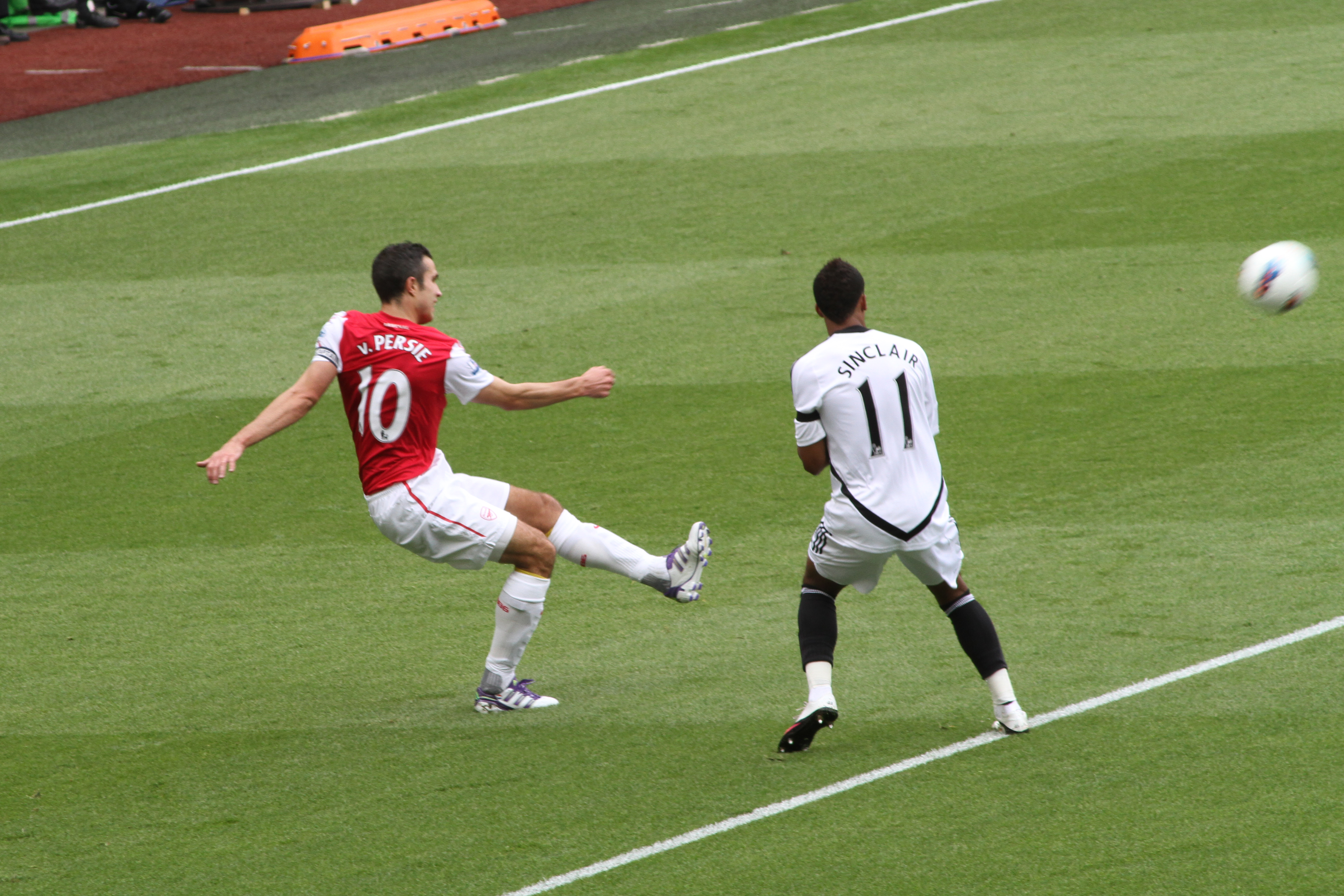
van Persie i Scott Sinclair (2011)

3 stycznia 2009 roku z powodu kontuzji kapitana Cesca Fàbregasa i podstawowego bramkarza Manuela Almuni, w wygranym 3–1 spotkaniu trzeciej rundy Pucharu Anglii z Plymouth Argyle van Persie wystąpił z opaskę kapitańską Arsenalu na ramieniu. Van Persie w tym meczu zdobył pierwszego i trzeciego gola dla Arsenalu, natomiast drugie trafienie było golem samobójczym zawodników Plymouth, lecz padł on po rajdzie skrzydłem i dośrodkowaniu Holendra. Każdy gol zdobyty przez Arsenal w styczniu 2009 padł po strzale lub asyście van Persiego i tak znakomita gra przyniosła mu nagrodę dla gracza miesiąca klubu. Swój najlepszy występ w tym sezonie zaliczył w spotkaniu z Hull City, podczas którego zdobył gola z rzutu wolnego i dołożył do tego trzy asysty, co ostatecznie przyniosło mu nagrodę dla zawodnika meczu.
24 lutego w wygranym 1:0 spotkaniu 1/6 finału Ligi Mistrzów z AS Romą van Persie wykorzystał decydujący rzut karny podyktowany po faulu Philippe Mexèsa na nim samym. Swojego piątego i ostatniego w tym sezonie gola w Lidze Mistrzów zdobył z rzutu karnego w wygranym 3–0 meczu z Villarreal CF.

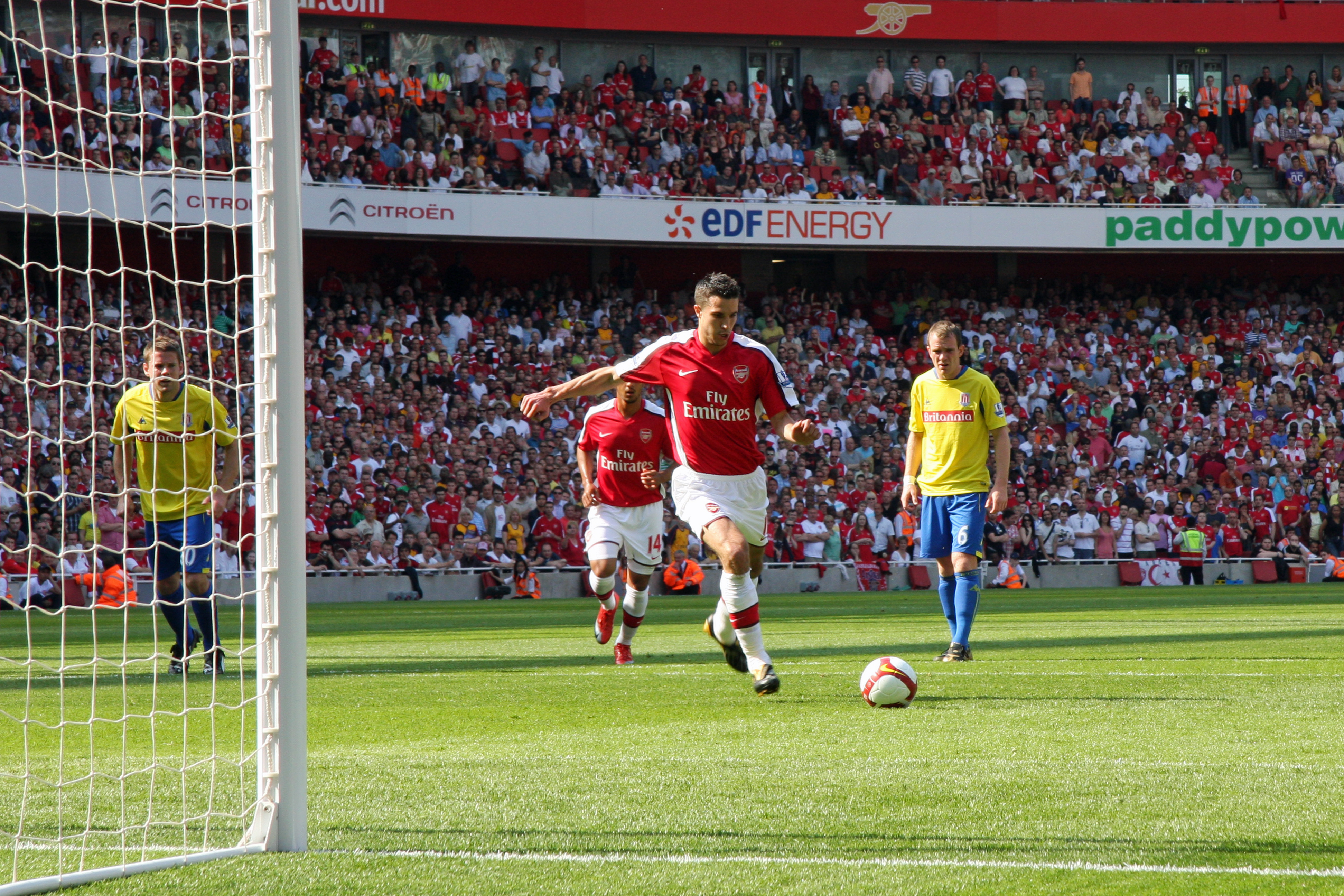
van Persie egzekwuje rzut karny w ligowym meczu ze Stoke (2009)

W ostatniej kolejce Premier League w spotkaniu ze Stoke City van Persie pokonał bramkarza rywali co po raz drugi w karierze zagwarantowało mu tytuł najlepszego strzelca Arsenalu. Sezon zakończył z dorobkiem 11 goli i 11 asyst w lidze, oraz z najlepszym w karierze wynikiem 20 goli we wszystkich rozgrywkach.
W 2009 roku Arsenal przez kilka miesięcy prowadził z nim negocjacje na temat nowej umowy, ponieważ do końca starej pozostał tylko rok. Wreszcie w lipcu ogłoszono podpisanie nowego, długoterminowego kontraktu, zaś sam zawodnik powiedział: „Moje serce jest z Arsenalem i nie wyobrażam sobie bym miał przywidzieć koszulkę innego klubu”. Ostatecznie van Persie za wkład w grę zespołu został wybrany graczem sezonu.

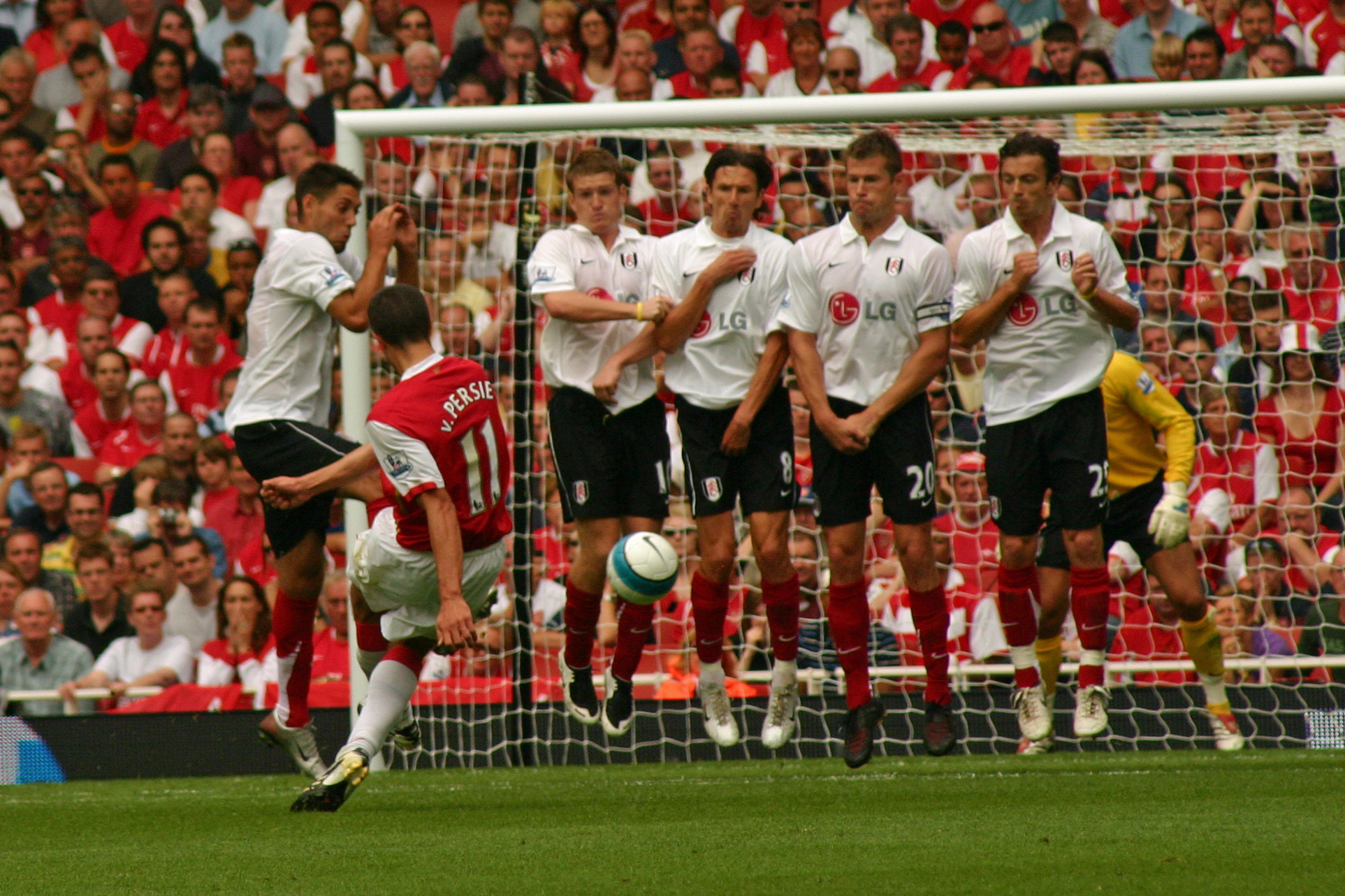
van Persie wykonuje rzut wolny w meczu z Fulham (2007)

Sezon 2009/10 van Persie rozpoczął od dwóch asyst w wygranym 6:1 meczu z Evertonem. Pierwszego gola zdobył na City of Manchester Stadium w przegranym 4:2 spotkaniu z Manchesterm City. Podczas tego meczu został także brutalnie kopnięty przez byłego klubowego kolegę Emmanuela Adebayora.
W listopadzie 2009 Van Persie w wyniku starcia z Giorgio Chiellinim w trakcie towarzyskiego meczu Holandii z Włochami odniósł ciężką kontuzję, która wykluczyła go z gry aż do kwietnia. Do gry powrócił w przegranym 2-1 spotkaniu z Tottenhamem.
Przed sezonem 2010/11 Holender zmienił numer „11” z którym grał do tej pory na „10”, który zwolnił William Gallas. Przed Francuzem numer ten nosił legendarny napastnik Dennis Bergkamp, rodak i największy autorytet Van Persiego.
W sezonie 2011/12 van Persie został królem strzelców Premier League z 30 bramkami na koncie, wyprzedzając Wayne’a Rooneya o 3 trafienia. Na początku lipca 2012 roku Holender ogłosił, że nie podpisze nowej umowy z Arsenalem.

### Manchester United

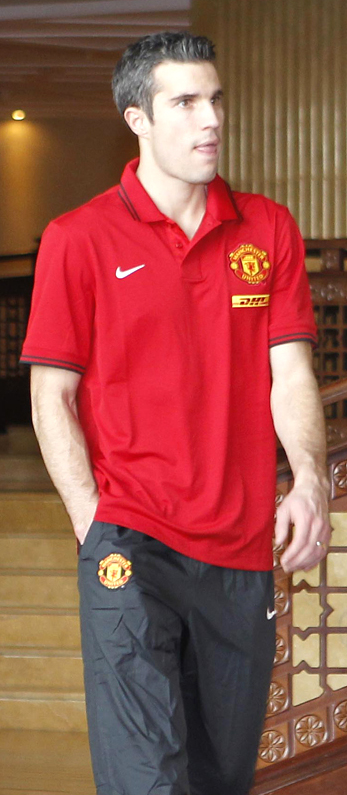
Robin van Persie jako zawodnik Manchesteru United.

15 sierpnia 2012 roku Arsenal poinformował, że uzgodnił warunki transferu van Persiego do Manchesteru United. Dwa dni później Holender został oficjalnie zaprezentowany jako nowy zawodnik United, z którymi związał się czteroletnią umową. 20 sierpnia 2012 zadebiutował w barwach Manchesteru United w przegranym meczu z Evertonem 0:1. 25 sierpnia 2012 w meczu przeciwko Fulham strzelił swojego pierwszego gola w barwach Czerwonych Diabłów wygranym 2:3. 2 września 2012 w meczu przeciwko Southampton strzelił swojego pierwszego hat-tricka w wygranym meczu 3:2 przez Czerwone Diabły. W ciągu trzech sezonów w Manchesterze United zdobył z tym klubem Mistrzostwo Anglii, Tarczę Wspólnoty oraz koronę Króla Strzelców Premier League. W barwach Manchesteru United rozegrał łącznie 105 meczów, w których strzelił 58 bramek i zanotował 16 asyst. W zespole z Old Trafford występował z numerem 20.

### Fenerbahçe
15 lipca 2015 roku, podpisując 3-letni kontrakt, został zawodnikiem tureckiego Fenerbahçe SK. W tamtejszej Süper Lig, zadebiutował 14 sierpnia 2015 w meczu I kolejki z Eskisehirsporem, a pierwszego gola w Turcji, strzelił w następnej kolejce- w zremisowanym 1:1 meczu z Rizesporem. W sezonie 2015/2016 rozegrał dla Fenerbahçe 48 spotkań w których strzelił 22 gole; 16 w lidze, 1 w kwalifikacjach do Ligi Europy i 5 w Pucharze Turcji, w którego finale jego zespół przegrał 1:0 z Galatasaray SK. Przed sezonem 2016/17 zamienił numer 11, z którym występował w klubie, na 10, którą otrzymał po odejściu z zespołu Diego Ribasa da Cunhi.

## Kariera reprezentacyjna

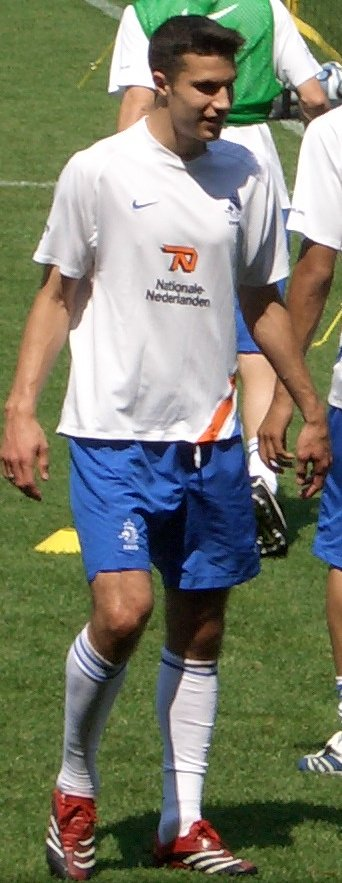
Van Persie na treningu reprezentacji

Van Persie pierwsze kroki w karierze reprezentacyjnej stawiał występując w reprezentacjach U-19 i U-21.
W seniorskiej reprezentacji Holandii debiutował 4 czerwca w wygranym 2–0 spotkaniu kwalifikacji do Mistrzostw Świata 2006 z reprezentacją Rumunii, zaś dwa dni później, kiedy to reprezentacja Holandii pokonała reprezentację Finlandii 4:0, van Persie ustalił wynik i strzelił swojego pierwszego gola w narodowych barwach.

### Mistrzostwa Świata 2006
Pomimo nieregularnych występów w Arsenalu, selekcjoner Marco van Basten powołał van Persiego do kadry na finały Mistrzostw Świata 2006. Wystąpił we wszystkich czterech spotkaniach reprezentacji i zdobył jednego gola, z rzutu wolnego w grupowym spotkaniu z reprezentacją Wybrzeża Kości Słoniowej, natomiast Oranje zostali wyeliminowani w 1/8 finału.

### Euro 2008
Van Persie z czterema golami został najlepszym strzelcem reprezentacji w kwalifikacjach do Euro 2008, i po tym jak van Basten zdecydował się zmienić taktykę na 4-2-3-1 został przesunięty na pozycję skrzydłowego ustawionego za osamotnionym w ataku Ruudem van Nistelrooyem. Ponieważ nominalną pozycją Wesleya Sneijdera i Rafaela van der Vaarta była pomoc, van Persie musiał konkurować o miejsce na skrzydle z Arjenem Robbenem. 13 czerwca w 55. minucie zdobył gola na 2–0 w wygranym 4–1 spotkaniu grupy C z finalistą Mistrzostw Świata 2006 reprezentacją Francji. W następnym spotkaniu fazy grupowej z reprezentacją Rumunii wykorzystał podanie otrzymane od Demmy’ego de Zeeuwa i zdobył gola wspaniałym wolejem. Po zakończeniu fazy grupowej miał na swoim koncie dwa gole, a Holandia awansowała do ćwierćfinału z pierwszego miejsca, lecz po porażce 1–3 z Rosją została wyeliminowana z turnieju.

### Po Euro 2008
Van Persie zdobywał gole w towarzyskich spotkaniach z Rosją i Szwecją, pokonał również bramkarza Szkocji w meczu kwalifikacyjnym do Mistrzostw Świata 2010 i po tym meczu rozpoczęła się debata, czy powinien on wykonywać rzuty rożne czy też czekać w polu karnym, aż ktoś inny wykona ten stały fragment gry. W tym meczu doznał też kontuzji i na początku drugiej połowy został zmieniony.

### Mundial 2010

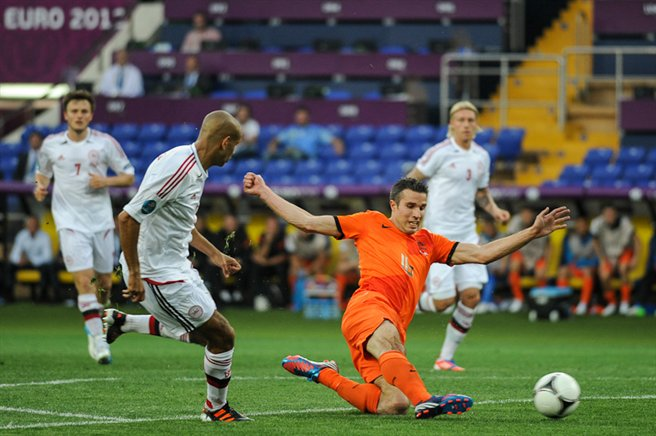
van Persie w meczu z Danią podczas Euro 2012

Van Persie zdobył wraz z reprezentacją srebrny medal mistrzostw świata RPA przegrywając z Hiszpanią 0:1.

### Euro 2012
Holendrzy w pierwszym meczu z Danią przegrali 0:1 po strzale Michaela Krohna-Dehli. Van Persie już w drugim meczu grupowym zdobył bramkę, jednak spotkanie zakończyło się wynikiem 2:1 dla reprezentacji Niemiec. W trzecim meczu fazy grupowej Euro reprezentacja Holandii przegrała z Portugalią 1:2 po dwóch strzałach Cristiano Ronaldo. Van Persie i cały zespół Holandii był krytykowany za nieskuteczną grę na Mistrzostwach Europy.

### Mistrzostwa Świata 2014
Holandia w pierwszym meczu grupowym pokonała Hiszpanię 5:1, a van Persie strzelił dwie bramki. Kolejną zdobył w wygranym 3:2 spotkaniu z Australią. Swoją ostatnią 4 bramkę na mundialu zdobył w meczu o 3. miejsce z Brazylią z rzutu karnego wygranym przez Holandię 3:0.

### Gole w reprezentacji
| #   | Data                 | Miejsce                                                | Przeciwnik               | Gol na | Rezultat | Turniej                              |
| --- | -------------------- | ------------------------------------------------------ | ------------------------ | ------ | -------- | ------------------------------------ |
| 1.  | 8 czerwca 2005       | Stadion Olimpijski, Helsinki, Finlandia                | Finlandia                | 0:4    | 0:4      | Mistrzostwa Świata 2006 – eliminacje |
| 2.  | 16 czerwca 2006      | Gottlieb-Daimler-Stadion, Stuttgart, Niemcy            | Wybrzeże Kości Słoniowej | 1:0    | 2:1      | Mistrzostwa Świata 2006              |
| 3.  | 16 sierpnia 2006     | Lansdowne Road, Dublin, Irlandia                       | Irlandia                 | 0:4    | 0:4      | Towarzyski                           |
| 4.  | 6 września 2006      | Philips Stadion, Eindhoven, Holandia                   | Białoruś                 | 1:0    | 3:0      | Mistrzostwa Europy 2008 – eliminacje |
| 5.  | 6 września 2006      | Philips Stadion, Eindhoven, Holandia                   | Białoruś                 | 2:0    | 3:0      | Mistrzostwa Europy 2008 – eliminacje |
| 6.  | 7 października 2006  | Stadion Narodowy im. Wasyla Lewskiego, Sofia, Bułgaria | Bułgaria                 | 1:1    | 1:1      | Mistrzostwa Europy 2008 – eliminacje |
| 7.  | 11 października 2006 | Amsterdam ArenA, Amsterdam, Holandia                   | Albania                  | 1:0    | 2:1      | Mistrzostwa Europy 2008 – eliminacje |
| 8.  | 13 czerwca 2008      | Stade de Suisse Wankdorf, Berno, Szwajcaria            | Francja                  | 2:0    | 4:1      | Mistrzostwa Europy 2008              |
| 9.  | 17 czerwca 2008      | Stade de Suisse Wankdorf, Berno, Szwajcaria            | Rumunia                  | 2:0    | 2:0      | Mistrzostwa Europy 2008              |
| 10. | 20 sierpnia 2008     | Stadion Lokomotiwu, Moskwa, Rosja                      | Rosja                    | 0:1    | 1:1      | Towarzyski                           |
| 11. | 19 listopada 2008    | Amsterdam ArenA, Amsterdam, Holandia                   | Szwecja                  | 1:0    | 3:1      | Towarzyski                           |
| 12. | 19 listopada 2008    | Amsterdam ArenA, Amsterdam, Holandia                   | Szwecja                  | 2:0    | 3:1      | Towarzyski                           |
| 13. | 28 marca 2009        | Amsterdam ArenA, Amsterdam, Holandia                   | Szkocja                  | 2:0    | 3:0      | Mistrzostwa Świata 2010 – eliminacje |
| 14. | 5 września 2009      | Amsterdam ArenA, Amsterdam, Holandia                   | Japonia                  | 1:0    | 3:0      | Towarzyski                           |
| 15. | 26 maja 2010         | Badenova-Stadion, Freiburg, Niemcy                     | Meksyk                   | 1:0    | 2:1      | Towarzyski                           |
| 16. | 26 maja 2010         | Badenova-Stadion, Freiburg, Niemcy                     | Meksyk                   | 2:0    | 2:1      | Towarzyski                           |
| 17. | 1 czerwca 2010       | De Kuip, Rotterdam, Holandia                           | Ghana                    | 4:1    | 4:1      | Towarzyski                           |
| 18. | 5 czerwca 2010       | Amsterdam ArenA, Amsterdam, Holandia                   | Węgry                    | 1:1    | 6:1      | Towarzyski                           |
| 19. | 13 lipca 2010        | Cape Town Stadium, Kapsztad, RPA                       | Kamerun                  | 2:0    | 2:0      | Mistrzostwa Świata 2010              |
| 20. | 25 marca 2011        | Stadion im. Ferenca Puskása, Węgry, Budapeszt          | Węgry                    | 0:4    | 0:4      | Mistrzostwa Europy 2012 – eliminacje |
| 21. | 29 marca 2011        | Amsterdam ArenA, Amsterdam, Holandia                   | Węgry                    | 1:0    | 5:3      | Mistrzostwa Europy 2012 – eliminacje |
| 22. | 2 września 2011      | Philips Stadion, Eindhoven, Holandia                   | San Marino               | 1:0    | 11:0     | Mistrzostwa Europy 2012 – eliminacje |
| 23. | 2 września 2011      | Philips Stadion, Eindhoven, Holandia                   | San Marino               | 6:0    | 11:0     | Mistrzostwa Europy 2012 – eliminacje |
| 24. | 2 września 2011      | Philips Stadion, Eindhoven, Holandia                   | San Marino               | 7:0    | 11:0     | Mistrzostwa Europy 2012 – eliminacje |
| 25. | 2 września 2011      | Philips Stadion, Eindhoven, Holandia                   | San Marino               | 9:0    | 11:0     | Mistrzostwa Europy 2012 – eliminacje |
| 26. | 26 maja 2012         | Amsterdam ArenA, Amsterdam, Holandia                   | Bułgaria                 | 1:0    | 1:2      | Towarzyski                           |
| 27. | 2 czerwca 2012       | Amsterdam ArenA, Amsterdam, Holandia                   | Irlandia Północna        | 1:0    | 6:0      | Towarzyski                           |
| 28. | 2 czerwca 2012       | Amsterdam ArenA, Amsterdam, Holandia                   | Irlandia Północna        | 3:0    | 6:0      | Towarzyski                           |
| 29. | 13 czerwca 2012      | Stadion Metalist, Charków, Ukraina                     | Niemcy                   | 2:1    | 2:1      | Mistrzostwa Europy 2012              |
| 30. | 7 września 2012      | Amsterdam ArenA, Amsterdam, Holandia                   | Turcja                   | 1:0    | 2:0      | Mistrzostwa Świata 2014 – eliminacje |
| 31. | 16 października 2012 | Stadionul Național, Bukareszt, Rumunia                 | Rumunia                  | 1:4    | 1:4      | Mistrzostwa Świata 2014 – eliminacje |
| 32. | 22 marca 2013        | Amsterdam ArenA, Amsterdam, Holandia                   | Estonia                  | 2:0    | 3:0      | Mistrzostwa Świata 2014 – eliminacje |
| 33. | 26 marca 2013        | Amsterdam ArenA, Amsterdam, Holandia                   | Rumunia                  | 2:0    | 4:0      | Mistrzostwa Świata 2014 – eliminacje |
| 34. | 26 marca 2013        | Amsterdam ArenA, Amsterdam, Holandia                   | Rumunia                  | 3:0    | 4:0      | Mistrzostwa Świata 2014 – eliminacje |
| 35. | 11 czerwca 2013      | Stadion Robotniczy, Pekin, Chiny                       | Chiny                    | 0:1    | 0:2      | Towarzyski                           |
| 36. | 6 września 2013      | A. Le Coq Arena, Tallinn, Estonia                      | Estonia                  | 2:2    | 2:2      | Mistrzostwa Świata 2014 – eliminacje |
| 37. | 10 września 2013     | Estadi Comunal d’Andorra la Vella, Andora, Andora      | Andora                   | 0:1    | 0:2      | Mistrzostwa Świata 2014 – eliminacje |
| 38. | 10 września 2013     | Estadi Comunal d’Andorra la Vella, Andora, Andora      | Andora                   | 0:2    | 0:2      | Mistrzostwa Świata 2014 – eliminacje |
| 39. | 11 października 2013 | Amsterdam ArenA, Amsterdam, Holandia                   | Węgry                    | 1:0    | 8:1      | Mistrzostwa Świata 2014 – eliminacje |
| 40. | 11 października 2013 | Amsterdam ArenA, Amsterdam, Holandia                   | Węgry                    | 4:0    | 8:1      | Mistrzostwa Świata 2014 – eliminacje |
| 41. | 11 października 2013 | Amsterdam ArenA, Amsterdam, Holandia                   | Węgry                    | 5:1    | 8:1      | Mistrzostwa Świata 2014 – eliminacje |
| 42. | 17 maja 2014         | Amsterdam ArenA, Amsterdam, Holandia                   | Ekwador                  | 1:1    | 1:1      | Towarzyski                           |
| 43. | 31 maja 2014         | Stadion Feijenoord, Rotterdam, Holandia                | Ghana                    | 1:0    | 1:0      | Towarzyski                           |
| 44. | 13 czerwca 2014      | Brazylia, Salvador                                     | Hiszpania                | 1:1    | 1:5      | Mistrzostwa Świata 2014              |
| 45. | 18 czerwca 2014      | Brazylia, Porto Alegre                                 | Australia                | 2:2    | 2:3      | Mistrzostwa Świata 2014              |
| 46. | 12 lipca 2014        | Brazylia, Brasília                                     | Brazylia                 | 0:1    | 0:3      | Mistrzostwa Świata 2014              |
| 47. | 18 czerwca 2014      | Brazylia, Porto Alegre                                 | Australia                | 2:2    | 2:3      | Mistrzostwa Świata 2014              |
| 48. | 10 października 2014 | Amsterdam ArenA, Amsterdam, Holandia                   | Kazachstan               | 3:1    | 3:1      | Mistrzostwa Europy 2016 – eliminacje |
| 49. | 16 listopada 2014    | Amsterdam ArenA, Amsterdam, Holandia                   | Łotwa                    | 1:0    | 6:0      | Mistrzostwa Europy 2016 – eliminacje |
| 50. | 13 października 2015 | Amsterdam ArenA, Amsterdam, Holandia                   | Czechy                   | 2:3    | 2:3      | Mistrzostwa Europy 2016 – eliminacje |

## Życie osobiste

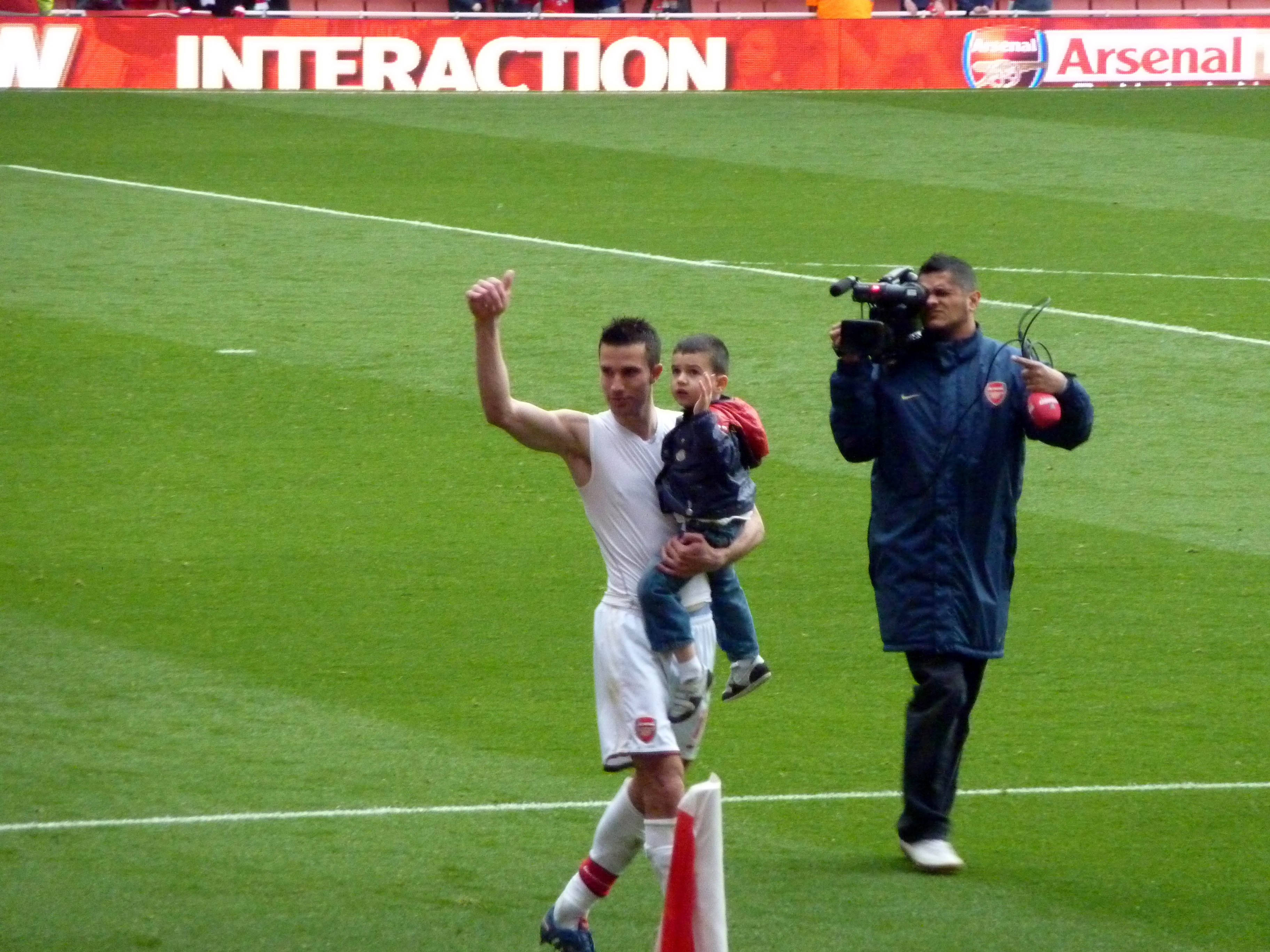
van Persie z synkiem Shaqueelem (2010)

Robin van Persie mieszka w Rotterdamie wraz ze swoją żoną Bouchrą, pół Marokanką – pół Holenderką. Ma syna Shaqueela i córkę Dinę Laylę.

## Statystyki kariery

### Klubowe
Stan na 24 marca 2020 r.
| Klub               | Sezon              | Liga               | Liga    | Liga | Puchary krajowe | Puchary krajowe | Europa  | Europa | Ogólnie | Ogólnie |
| Klub               | Sezon              | Liga               | Występy | Gole | Występy         | Gole            | Występy | Gole   | Występy | Gole    |
| ------------------ | ------------------ | ------------------ | ------- | ---- | --------------- | --------------- | ------- | ------ | ------- | ------- |
| Feyenoord          |                    |                    |         |      |                 |                 |         |        |         |         |
| 2001/2002          | Eredivisie         | 10                 | 0       | 0    | 0               | 7               | 0       | 17     | 0       |         |
| 2002/2003          | Eredivisie         | 23                 | 9       | 3    | 7               | 2               | 0       | 28     | 16      |         |
| 2003/2004          | Eredivisie         | 28                 | 6       | 2    | 0               | 3               | 0       | 33     | 6       |         |
| Ogólnie            | Ogólnie            | 61                 | 15      | 5    | 7               | 12              | 0       | 78     | 22      |         |
| Arsenal            |                    |                    |         |      |                 |                 |         |        |         |         |
| 2004/2005          | Premier League     | 26                 | 5       | 9    | 4               | 6               | 1       | 41     | 10      |         |
| 2005/2006          | Premier League     | 24                 | 5       | 7    | 4               | 7               | 2       | 38     | 11      |         |
| 2006/2007          | Premier League     | 22                 | 11      | 1    | 0               | 8               | 2       | 31     | 13      |         |
| 2007/2008          | Premier League     | 15                 | 7       | 1    | 0               | 7               | 2       | 23     | 9       |         |
| 2008/2009          | Premier League     | 28                 | 11      | 6    | 4               | 10              | 5       | 44     | 20      |         |
| 2009/2010          | Premier League     | 16                 | 9       | 0    | 0               | 4               | 1       | 20     | 10      |         |
| 2010/2011          | Premier League     | 25                 | 18      | 5    | 2               | 3               | 2       | 33     | 22      |         |
| 2011/2012          | Premier League     | 38                 | 30      | 2    | 2               | 8               | 5       | 48     | 37      |         |
| Ogólnie            | Ogólnie            | 194                | 96      | 31   | 16              | 53              | 20      | 278    | 132     |         |
| Manchester United  |                    |                    |         |      |                 |                 |         |        |         |         |
| 2012/2013          | Premier League     | 38                 | 26      | 4    | 1               | 6               | 3       | 48     | 30      |         |
| 2013/2014          | Premier League     | 21                 | 12      | 1    | 2               | 6               | 4       | 28     | 18      |         |
| 2014/2015          | Premier League     | 27                 | 10      | 2    | 0               | –               | –       | 29     | 10      |         |
| Ogólnie            | Ogólnie            | 86                 | 48      | 7    | 3               | 12              | 7       | 105    | 58      |         |
| Fenerbahçe SK      |                    |                    |         |      |                 |                 |         |        |         |         |
| 2015/2016          | Süper Lig          | 31                 | 16      | 5    | 5               | 12              | 1       | 48     | 22      |         |
| 2016/2017          | Süper Lig          | 24                 | 9       | 4    | 4               | 7               | 1       | 35     | 14      |         |
| 2017/2018          | Süper Lig          | 2                  | 0       | 0    | 0               | 2               | 0       | 4      | 0       |         |
| Ogólnie            | Ogólnie            | 57                 | 25      | 9    | 9               | 21              | 2       | 87     | 36      |         |
| Feyenoord          |                    |                    |         |      |                 |                 |         |        |         |         |
| 2017/2018          | Eredivisie         | 12                 | 5       | 2    | 2               | –               | –       | 14     | 7       |         |
| 2018/2019          | Eredivisie         | 25                 | 16      | 5    | 2               | 1               | 0       | 31     | 18      |         |
| Ogólnie            | Ogólnie            | 37                 | 21      | 7    | 4               | 1               | 0       | 45     | 25      |         |
| Ogólnie w karierze | Ogólnie w karierze | Ogólnie w karierze | 435     | 205  | 59              | 39              | 99      | 29     | 593     | 273     |

### Reprezentacyjne
Stan na 4 czerwca 2016 r.
| Reprezentacja | Rok     | Występy | Gole |
| ------------- | ------- | ------- | ---- |
| Holandia      | 2005    | 7       | 1    |
| Holandia      | 2006    | 12      | 6    |
| Holandia      | 2007    | 4       | 0    |
| Holandia      | 2008    | 10      | 5    |
| Holandia      | 2009    | 8       | 2    |
| Holandia      | 2010    | 11      | 5    |
| Holandia      | 2011    | 9       | 6    |
| Holandia      | 2012    | 10      | 6    |
| Holandia      | 2013    | 10      | 10   |
| Holandia      | 2014    | 14      | 8    |
| Holandia      | 2015    | 6       | 1    |
| Holandia      | 2017    | 1       | 0    |
| Łącznie       | Łącznie | 102     | 50   |

## Sukcesy

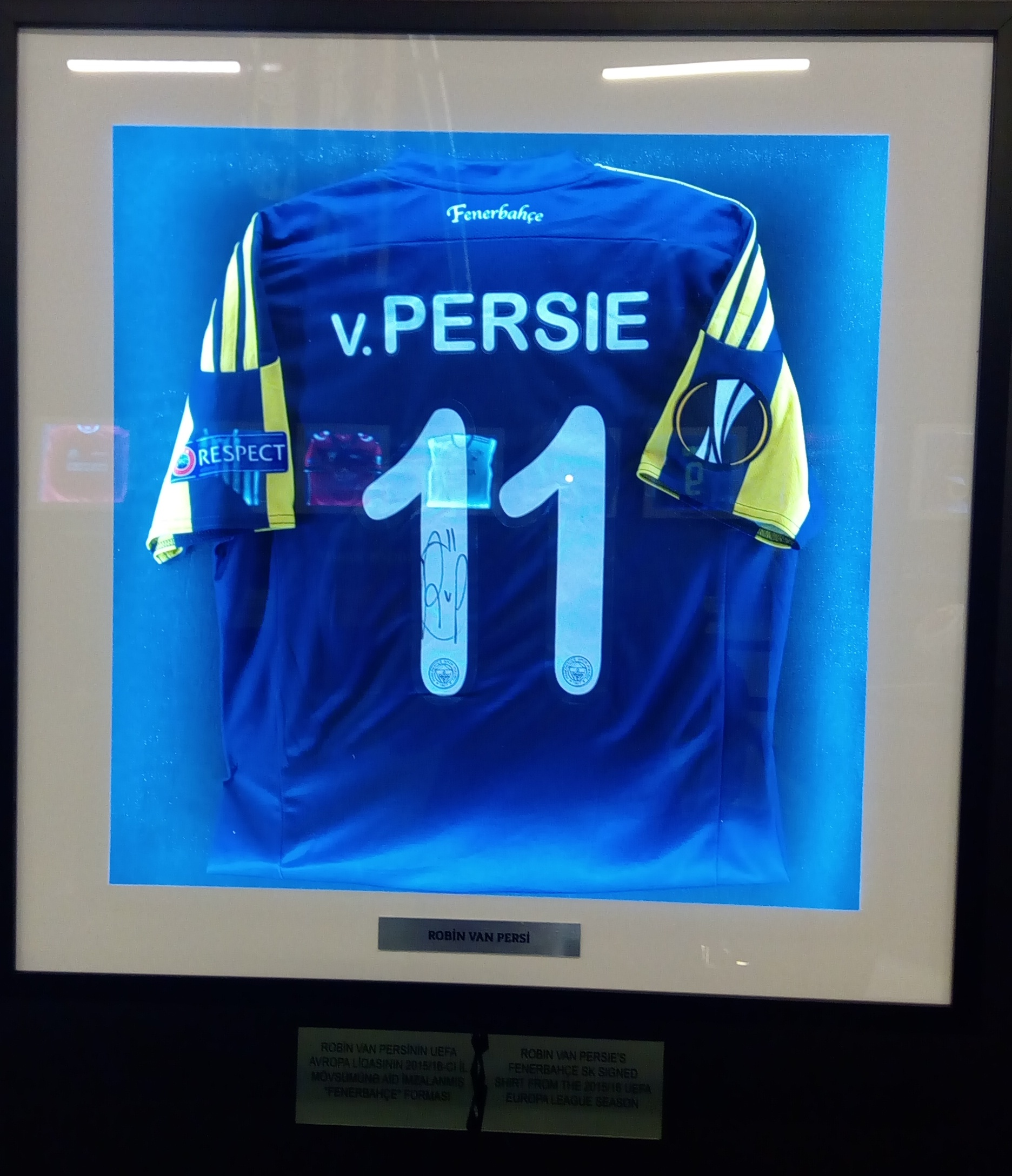
Koszulka z autografem van Persiego

### Feyenoord
- Puchar Holandii: 2017/2018
- Superpuchar Holandii: 2018
- Puchar UEFA: 2001/2002

### Arsenal
- Puchar Anglii: 2004/2005
- Tarcza Wspólnoty: 2004

### Manchester United
- Mistrzostwo Anglii: 2012/2013
- Tarcza Wspólnoty: 2013

### Reprezentacja
- Mistrzostwa Świata 2010:  Srebro
- Mistrzostwa Świata 2014:  Brąz

#### Indywidualne
- Król strzelców Premier League: 2011/2012, 2012/2013
- Król strzelców eliminacji do Mistrzostw Świata: 2014
- Król asyst Premier League: 2008/2009
- Nagroda KNVB dla najlepszego młodego talentu: 2000/2001
- Holenderski talent piłkarski roku: 2001/2002
- Rotterdam Sportsman of the year: 2006
- Gracz miesiąca Premier League: listopad 2005, październik 2009, październik 2011, grudzień 2012, kwiecień 2013,
- Gol miesiąca BBC: wrzesień 2006, grudzień 2008, grudzień 2011, sierpień 2012, kwiecień 2013
- Gol sezonu BBC: 2012/2013
- Brązowy but Mistrzostw Europy: 2008
- Drużyna sezonu według ESM: 2011/2012
- Drużyna roku w Premier League według PFA: 2011/2012, 2012/2013
- Piłkarz roku w Premier League według PFA: 2011/2012
- Piłkarz roku w Premier League według FWA: 2011/2012
- Piłkarz sezonu w Arsenalu: 2011/2012
- Gracz miesiąca Eredivisie: sierpień 2018

### Rekordy
- Najskuteczniejszy zawodnik w historii reprezentacji Holandii: 50 goli